# 藤本千秋
藤本千秋（日语：／ Fujimoto Chiaki，1971年10月26日—）是日本女歌手、聲優、藝人，藝名「千秋」。出生於日本京都府舞鶴市，在千葉縣市原市出身。現為動畫《新哆啦A夢》（2005年至今）之「哆啦美（小叮鈴）」角色配音。

## 生平
青葉學園短期大學畢業。
1991年入行。
1995年，在火焰大挑戰節目的單元中，成為口袋餅乾的主唱。

## 家庭
2002年與搞笑藝人遠藤章造閃電結婚，隔年5月生下一女。2007年12月28日正式簽字離婚，女兒監護權歸千秋。

2016年3月與圈外一般男士再婚。